# Хесиш Лихтенау
Хесиш Лихтенау (њем. Hessisch Lichtenau) град је у њемачкој савезној држави Хесен. Једно је од 16 општинских средишта округа Вера-Мајснер. Према процјени из 2010. у граду је живјело 12.812 становника. Посједује регионалну шифру (AGS) 6636006.

## Географски и демографски подаци
Хесиш Лихтенау се налази у савезној држави Хесен у округу Вера-Мајснер. Град се налази на надморској висини од 387 метара. Површина општине износи 105,9 km². У самом граду је, према процјени из 2010. године, живјело 12.812 становника. Просјечна густина становништва износи 121 становника/km².

## Међународна сарадња
| Мјесто  | Држава    | Врста сарадње | Од    |
| ------- | --------- | ------------- | ----- |
|         | Француска | партнерство   | 1966. |
| Десел   | Белгија   | партнерство   | 1972. |
| Шлирбах | Аустрија  | партнерство   | 1962. |
| Извор   |           |               |       |